# 中山幸子
中山 幸子（なかやま さちこ）は、1975年（昭和50年）の『ミス・ジャパン』であり、同年のミス・ユニバース世界大会に日本代表として出場、『トップ12』に入賞した。

## 人物
北海道網走市出身。
19歳でデザイン研究所の研究生だった1975年（昭和50年）2月16日、『ミス北海道兼ミスユニバース北海道選出大会』で優勝、同年の『ミス北海道』となった。この北海道大会は、札幌市の札幌東急ホテルで行われ、応募者105名から3次選考に3人が残り、そこで中山が優勝した。
その後の日本代表選出大会は同年3月23日、大阪・大淀のABCホールで行われた。地区予選から選出された21名が競演したが、近代的な美貌と抜群のプロポーションが評価されていた中山が優勝して『ミス・ジャパン』となった。中山の地元、網走市では翌4月4日、中山のパレードと祝賀会が行われている。 
中山は同年7月にエルサルバドルの首都、サンサルバドルで行われたミス・ユニバース世界大会に日本代表として出場した。セミファイナルに進出した中山は、『トップ12』を獲得した。